# Eurysternus magnus
Eurysternus magnus là một loài bọ cánh cứng trong họ Bọ hung (Scarabaeidae).